# Фридрих III (герцог Австрии)
Фридрих III (нем. Friedrich III.; 31 марта 1347, Вена — 10 декабря 1362, Вена) — герцог Австрии в 1358—1362 гг. из династии Габсбургов.

## Жизнь

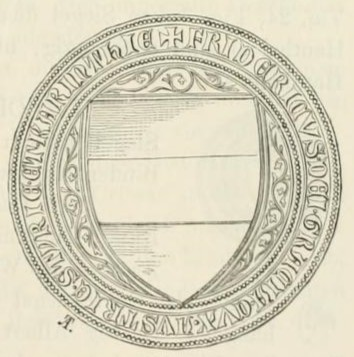
Австрийский герцог Фридрих III Габсбург

Фридрих III был вторым сыном австрийского герцога Альбрехта II и Иоганны, графини Пфирта. После смерти отца в 1358 г. правителем Австрии стал старший брат Фридриха Рудольф IV, а одиннадцатилетний Фридрих был объявлен герцогом Каринтии и соправителем Рудольфа. Реальной власти Фридрих III не имел, полностью подчиняясь своему старшему брату. В возрасте пятнадцати лет он неожиданно скончался в Вене и был захоронен в соборе Святого Стефана там же.
Фридрих III не был женат и детей не имел.